# Tamangueyú
Tamangueyú is een plaats in het Argentijnse bestuurlijke gebied Lobería in de provincie Buenos Aires. De plaats telt 409 inwoners.